# Rugby League State of Origin
Lo State of Origin è un torneo annuale costituito da una serie al meglio di tre partite tra le rappresentative di rugby a 13 degli stati australiani del Queensland e del Nuovo Galles del Sud. È tra le competizioni che riscuotono il maggiore successo di pubblico in Australia.
Le due selezioni del Queensland e del Nuovo Galles del Sud sono formate da giocatori che hanno debuttato a livello senior in una squadra dei due rispettivi stati, da cui il nome "State of Origin", oppure, con le regole introdotte più recentemente, sono nati in uno dei due stati.
La prima edizione del torneo si è tenuta nel 1980.